# Wereldkampioenschappen schaatsen allround 2014
De wereldkampioenschappen schaatsen allround 2014 vonden plaats op 22 en 23 maart in het Thialf ijsstadion te Heerenveen, Nederland. Voor de mannen was het de 108e keer dat het toernooi werd gehouden en voor de vrouwen de 72e keer.
De titelhouders waren de Nederlanders Sven Kramer bij de mannen en Ireen Wüst bij de vrouwen. Kramer verdedigde zijn titel niet, Wüst wel. Wüst behaalde voor de vierde opeenvolgende keer de wereldtitel, haar vijfde in totaal. Het was de dertiende Nederlandse titel bij de vrouwen. Bij de mannen volgde Koen Verweij zijn land- en teamgenoot op als wereldkampioen allround. Verweij was de zeventiende Nederlander die wereldkampioen werd, het was de 34e wereldtitel voor Nederland.

## Mannentoernooi
Op basis van het eindklassement van het wereldkampioenschap schaatsen allround 2013 werden de 24 startplaatsen verdeeld tussen de verschillende werelddelen. Europa had in 2014 recht op achttien startplaatsen (veertien rijders bij de eerste 16 plus vier). Azië en Noord-Amerika (inclusief Oceanië) mochten beide drie rijders afvaardigen (één rijder bij de eerste 16 plus twee). Het aantal startplaatsen per land werd ingevuld aan de hand van de uitslagen van het EK van 2014 en de beide WK-kwalificatietoernooien voor Azië en Noord-Amerika & Oceanië. De verdeling per land is in het schema hieronder af te lezen.
|                             | 4 plaatsen       | 3 plaatsen | 2 plaatsen       | 1 plaats                |
| --------------------------- | ---------------- | ---------- | ---------------- | ----------------------- |
| Europa (18)                 | Nederland, Polen | Noorwegen  | Rusland, Italië  | België, Letland, Zweden |
| Azië (3)                    |                  |            | China            | Kazachstan              |
| Noord-Amerika & Oceanië (3) |                  |            | Verenigde Staten | Canada                  |

Polen schreef slechts drie deelnemers in, in plaats van de toegewezen vier, waardoor Rusland een derde schaatser had mogen inschrijven, maar omdat er toch maar twee Russen startten schoof de Nederlandse Oostenrijker Bram Smallenbroek door.

### Afstandspodia
| Afstand | Goud                | Zilver                   | Brons         |
| ------- | ------------------- | ------------------------ | ------------- |
| 500m    | Konrad Niedźwiedzki | Koen Verweij             | Håvard Bøkko  |
| 5000m   | Jan Blokhuijsen     | Koen Verweij             | Denis Joeskov |
| 1500m   | Denis Joeskov       | Bart Swings Koen Verweij |               |
| 10.000m | Jan Blokhuijsen     | Denis Joeskov            | Koen Verweij  |

### Klassement
| Rang   | Schaatser             | Land | 500m          | 5000m          | 1500m           | 10.000m         | Punten     |
| ------ | --------------------- | ---- | ------------- | -------------- | --------------- | --------------- | ---------- |
| Goud   | Koen Verweij          | NED  | 35,92 (2)     | 6.19,69 (2)    | 1.46,47 (2)     | 13.19,12 (3)    | 149,365    |
| Zilver | Jan Blokhuijsen       | NED  | 36,41 (7)     | 6.17,78 (1)    | 1.47,15 (6)     | 13.13,93 (1)    | 149,600    |
| Brons  | Denis Joeskov         | RUS  | 36,75 (11)    | 6.20,15 (3)    | 1.46,12 (1)     | 13.17,84 (2) pr | 150,030 pr |
| 04     | Sverre Lunde Pedersen | NOR  | 36,72 (10)    | 6.23,72 (5)    | 1.46,86 (4)     | 13.30,10 (5)    | 151,217    |
| 05     | Bart Swings           | BEL  | 36,88 (12)    | 6.26,78 (7)    | 1.46,47 (2)     | 13.29,42 (4)    | 151,519    |
| 06     | Håvard Bøkko          | NOR  | 35,95 (2)     | 6.26,14 (6)    | 1.48,01 (9)     | 13.40,88 (7)    | 151,611    |
| 07     | Renz Rotteveel        | NED  | 36,92 (13)    | 6.22,39 (4)    | 1.46,94 (5)     | 13.36,52 (6)    | 151,631    |
| 08     | Konrad Niedźwiedzki   | POL  | 35,91 (1)     | 6.36,11 (15)   | 1.47,31 (7)     | 14.10,58 (8)    | 153,820    |
| 09     | Jan Szymański         | POL  | 36,42 (8)     | 6.31,38 (11)   | 1.47,74 (8)     |                 | 111,471    |
| 10     | Wouter olde Heuvel    | NED  | 36,34 (5)     | 6.28,59 (8)    | 1.48,92 (14)    |                 | 111,505    |
| 11     | Haralds Silovs        | LAT  | 36,61 (9)     | 6.37,63 (17)   | 1.48,05 (10)    |                 | 112,389    |
| 12     | Sergej Grjaztsov      | RUS  | 36,3 (15)     | 6.32,93 (12)   | 1.48,55 (13)    |                 | 112,406    |
| 13     | Dmitri Babenko        | KAZ  | 37,29 (19)    | 6.30,11 (10)   | 1.48,43 (12)    |                 | 112,444    |
| 14     | Sun Longjiang         | CHN  | 36,17 (4) pr  | 6.38,46 (18)   | 1.50,83 (18)    |                 | 112,959    |
| 15     | Bram Smallenbroek     | AUT  | 36,92 (13)    | 6.43,99 (21)   | 1.48,42 (11)    |                 | 113,459    |
| 16     | Fredrik van der Horst | NOR  | 37,17 (18)    | 6.36,90 (16)   | 1.49,82 (16)    |                 | 113,446    |
| 17     | Andrea Giovannini     | ITA  | 37,04 (17)    | 6.34,90 (14)   | 1.51,10 (20)    |                 | 113,563    |
| 18     | Yang Fan              | CHN  | 36,54 (5)     | 6.48,41 (23)   | 1.49,37 (15) pr |                 | 113,637    |
| 19     | Nils van der Poel     | SWE  | 37,92 (21) pr | 6.28,68 (9) pr | 1.51,19 (21) pr |                 | 113,581    |
| 20     | Luca Stefani          | ITA  | 37,56 (20)    | 6.39,02 (20)   | 1.50,96 (19)    |                 | 114,448    |
| 21     | Edwin Park            | USA  | 36,94 (16)    | 6.49,60 (24)   | 1.51,99 (22)    |                 | 115,230    |
| 22     | Jordan Belchos        | CAN  | 38,74 (22)    | 6.38,92 (19)   | 1.52,02 (23)    |                 | 115,975    |
| 23     | Patrick Meek          | USA  | 39,13 (23)    | 6.33,68 (13)   | 1.53,17 (24)    |                 | 116,221    |
| 24     | Piotr Puszkarski      | POL  | 55,23 (24) *  | 6.46,44 (22)   | 1.50,55 (17)    |                 | 132,724    |

* = met val
NC = niet gekwalificeerd
NF = niet gefinisht
NS = niet gestart
DQ = gediskwalificeerd
Vet gezet = kampioenschapsrecord
Op basis van dit eindklassement is het aantal startplaatsen voor de Wereldkampioenschappen schaatsen allround 2015 verdeeld tussen de werelddelen. Europa verwierf achttien startplaatsen (veertien rijders bij de eerste 16 plus vier). Azië verwierf vier startplaatsen (twee rijders bij de eerste 16 plus twee) en Noord-Amerika & Oceanië (geen rijders bij de eerste 16) verwierf alleen de twee gegarandeerde startplaatsen.

## Vrouwentoernooi
Op basis van het eindklassement van het wereldkampioenschap schaatsen allround 2013 werden de 24 startplaatsen verdeeld tussen de verschillende werelddelen. Europa had recht op veertien startplaatsen (tien rijdsters bij de eerste 16 plus vier). Azië en Noord-Amerika & Oceanië mochten beide vijf rijdsters afvaardigen (drie rijdsters bij de eerste 16 plus twee). Het aantal startplaatsen per land werd ingevuld aan de hand van de uitslagen van het EK van 2014 en de beide WK-kwalificatietoernooien voor Azië en Noord-Amerika & Oceanië. De verdeling per land is in het schema hieronder af te lezen.
|                             | 4 plaatsen         | 3 plaatsen | 2 plaatsen       | 1 plaats                       |
| --------------------------- | ------------------ | ---------- | ---------------- | ------------------------------ |
| Europa (14)                 | Nederland, Rusland | Polen      |                  | Duitsland, Noorwegen, Tsjechië |
| Azië (5)                    |                    | China      | Japan            |                                |
| Noord-Amerika & Oceanië (5) |                    | Canada     | Verenigde Staten |                                |

De beoogde Tsjechische deelneemster Martina Sáblíková en de beoogde Duitse deelneemster Claudia Pechstein namen niet deel, waardoor er een Belgische en een tweede Noorse vrouw van de reservelijst doorschoven naar de deelnemerslijst. De twee Amerikaanse vrouwen werden niet ingeschreven en werden ook niet vervangen, zodat er tweeëntwintig vrouwen van start gingen in plaats van de maximale vierentwintig.
De deelname van Jelena Peeters was de tweede vertegenwoordiging van België bij de vrouwen, 40 jaar na de deelname van Linda Rombouts op het WK van 1974.

### Afstandspodia
| Afstand | Goud         | Zilver         | Brons               |
| ------- | ------------ | -------------- | ------------------- |
| 500m    | Ireen Wüst   | Joelia Skokova | Jekaterina Sjichova |
| 3000m   | Ireen Wüst   | Yvonne Nauta   | Olga Graf           |
| 1500m   | Ireen Wüst   | Olga Graf      | Joelia Skokova      |
| 5000m   | Yvonne Nauta | Ireen Wüst     | Olga Graf           |

### Klassement
| Rang   | Schaatsster              | Land | 500m          | 3000m        | 1500m          | 5000m          | Punten     |
| ------ | ------------------------ | ---- | ------------- | ------------ | -------------- | -------------- | ---------- |
| Goud   | Ireen Wüst               | NED  | 38,86 (1)     | 3.58,83 (1)  | 1.54,13 (1)    | 6.59,07 (2)    | 158,615 BR |
| Zilver | Olga Graf                | RUS  | 39,84 (12) pr | 4.05,51 (3)  | 1.55.67 (2) pr | 7.00,01 (3) pr | 161,315 pr |
| Brons  | Yvonne Nauta             | NED  | 41,09 (19)    | 4.03,20 (2)  | 1.57,32 (5)    | 6.57,59 (1) pr | 162,488    |
| 04     | Joelia Skokova           | RUS  | 39,00 (2) pr  | 4.08,60 (6)  | 1.55,99 (3)    | 7.18,50 (6) pr | 162,946 pr |
| 05     | Diane Valkenburg         | NED  | 40,00 (15)    | 4.05,89 (4)  | 1.58,45 (9)    | 7.08,11 (4)    | 163,275    |
| 06     | Irene Schouten           | NED  | 39,73 (10) pr | 4.07,08 (5)  | 1.59,49 (11)   | 7.11,56 (5) pr | 163,896 pr |
| 07     | Katarzyna Bachleda-Curuś | POL  | 39,55 (5)     | 4.08,75 (7)  | 1.57,73 (6)    | 7.19,97 (7)    | 164,248 pr |
| 08     | Natalia Czerwonka        | POL  | 39,69 (8) pr  | 4.11,26 (10) | 1.56,91 (4)    | 7.26,98 (8)    | 165,234 pr |
| 09     | Luiza Złotkowska         | POL  | 39,93 (14)    | 4.09,34 (8)  | 1.57,88 (7)    |                | 120,779    |
| 10     | Kali Christ              | CAN  | 39,37 (4)     | 4.14,39 (12) | 1.58,36 (8)    |                | 121,221    |
| 11     | Jekaterina Sjichova      | RUS  | 39,13 (3)     | 4.17,19 (15) | 1.58,96 (10)   |                | 121,648    |
| 12     | Miho Takagi              | JPN  | 39,68 (7)     | 4.12,62 (11) | 1.59,68 (12)   |                | 121,676    |
| 13     | Zhao Xin                 | CHN  | 39,92 (13)    | 4.18,59 (16) | 1.59,84 (13)   |                | 122,964    |
| 14     | Jevgenia Dmitrijeva      | RUS  | 40,38 (16)    | 4.16,42 (14) | 1.59,93 (14)   |                | 123,092    |
| 15     | Jelena Peeters           | BEL  | 41,39 (20)    | 4.10,67 (9)  | 2.00,86 (16)   |                | 123,454    |
| 16     | Li Qishi                 | CHN  | 40,48 (17)    | 4.20,21 (17) | 2.00,66 (15)   |                | 124,068    |
| 17     | Liu Jing                 | CHN  | 39,57 (6) pr  | 4.22,96 (20) | 2.03,70 (19)   |                | 124,629    |
| 18     | Ivanie Blondin           | CAN  | 40,66 (18)    | 4.22,13 (18) | 2.02,75 (17)   |                | 125,264    |
| 19     | Shannon Rempel           | CAN  | 39,71 (9)     | 4.29,72 (21) | 2.03,43 (18)   |                | 125,806    |
| 20     | Shoko Fujimura           | JPN  | 41,99 (21)    | 4.14,57 (13) | 2.04,51 (21)   |                | 125,921    |
| 21     | Camilla Farestveit       | NOR  | 42,11 (22)    | 4.22,42 (19) | 2.04,23 (20)   |                | 127,256    |
| NS2    | Ida Njåtun               | NOR  | 39,82 (11)    | NS           |                |                |            |

* = met val
NC = niet gekwalificeerd
NF = niet gefinisht
NS = niet gestart
DQ = gediskwalificeerd
Vet gezet = kampioenschapsrecord
Op basis van dit eindklassement zijn de startplaatsen voor de Wereldkampioenschappen schaatsen allround 2015 verdeeld tussen de verschillende werelddelen. Europa verwierf zestien startplaatsen (twaalf rijdsters bij de eerste 16 plus vier). Azië verwierf vijf startplaatsen (drie rijdsters bij de eerste 16 plus twee) en Noord-Amerika & Oceanië verwierf drie startplaatsen (één rijdster bij de eerste 16 plus twee).